# Haud

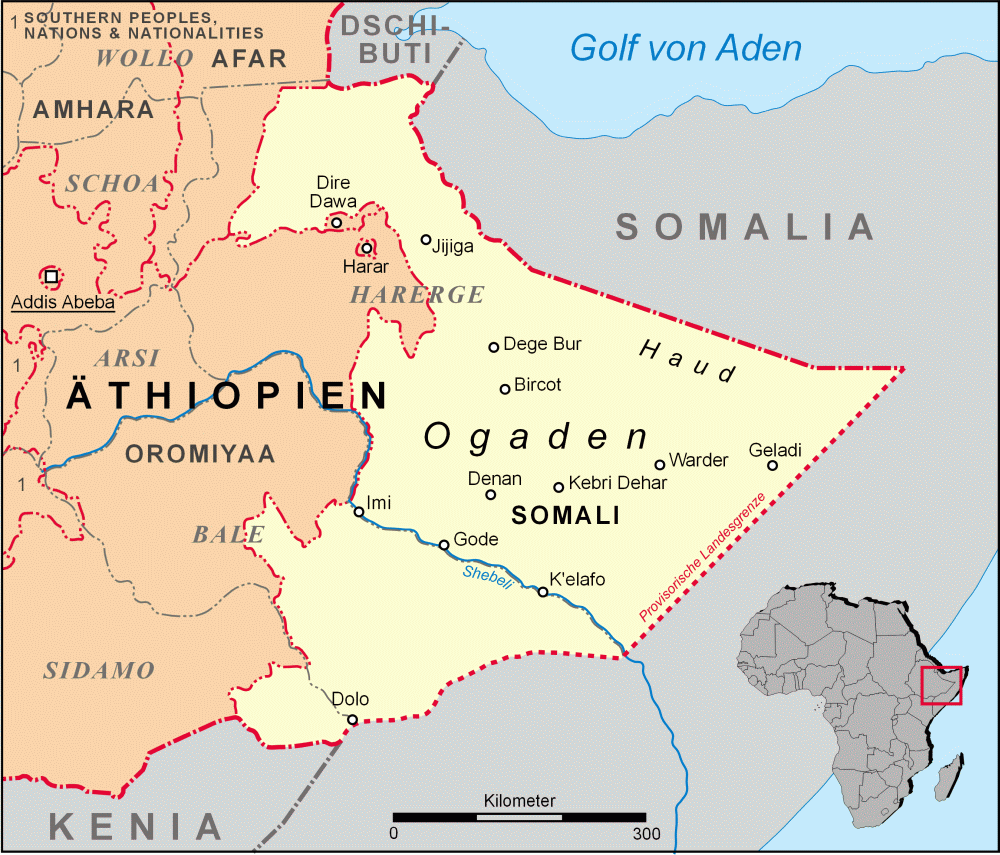
Karte Ogadens bzw. der heutigen Somali-Region mit Haud

Haud oder Hawd bezeichnet den nordöstlichen Teil des heute äthiopischen Ogaden (Region Somali), östlich der Stadt Harar. Das nicht genau abgegrenzte Gebiet umfasst eine Fläche von etwa 64.750 km² und erstreckt sich zu einem kleinen Teil bis in den Süden Nordsomalias (Somaliland). Von einer Höhe von etwa 1.220 m im Nordwesten – wo sich das Somali-Hochland anschließt – fällt das Haud-Plateau auf 450 m im Südosten ab.
Die Landschaft des Haud ist eine Savanne von unterschiedlicher Fruchtbarkeit. Außer in einigen Gebieten im Westen gibt es kaum ganzjährige Wasserstellen, sodass das Haud in der Trockenzeit von Januar bis April nahezu unbewohnt ist. In der Regenzeit von April bis Juni sammelt sich genügend Wasser für fünf bis sechs Monate an. In dieser Zeit durchqueren Somali-Nomaden mit Kamelen, Ziegen und Schafen das Gebiet.

## Geschichte
Die heutige Grenze, die das Haud zwischen Äthiopien und Somalia aufteilt und größtenteils Äthiopien zuschlägt, wurde 1897 in einem Vertrag zwischen dem Kaiserreich Äthiopien und den Kolonialherren des damaligen Britisch-Somaliland festgelegt. In einem weiteren anglo-äthiopischen Vertrag 1941 wurde sie bekräftigt. Nach jenem Vertrag übernahm Großbritannien für einige Zeit die Verwaltung des Haud und weiterer Gebiete, um den Wiederaufbau Äthiopiens nach dem italienisch-äthiopischen Krieg zu unterstützen, und behielt bis 1954 eine Militärpräsenz bei.
Das 1960 als Zusammenschluss von Britisch- und Italienisch-Somaliland unabhängig gewordene Somalia wollte diese Grenzziehung nicht anerkennen, was wiederholt zu Auseinandersetzungen im Grenzgebiet führte. Bis heute ist der Grenzstreit ungelöst. Weiterhin erlaubt Äthiopien somalischen Nomaden, die Grenze zu überqueren und ihr Vieh im Haud zu weiden, wie sie es seit Jahrhunderten tun.